# Europäisches Olympisches Winter-Jugendfestival 2025/Snowboard
Beim Europäischen Olympischen Winter-Jugendfestival 2025 wurden vier Wettbewerbe im Snowboard ausgetragen. Im Vergleich zu 2023 wurden der Parallelriesenslalom und Snowboardcross aus dem Programm gestrichen. Austragungsort war das Skigebiet DidveliI.

## Zeitplan
| Zeitplan Snowboard | Zeitplan Snowboard | Zeitplan Snowboard | Zeitplan Snowboard | Zeitplan Snowboard | Zeitplan Snowboard | Zeitplan Snowboard |
| Wettbewerbe        | Januar             | Januar             | Januar             | Januar             | Januar             | Januar             |
| Wettbewerbe        | 10.                | 11.                | 12.                | 13.                | 14.                | 15.                |
| ------------------ | ------------------ | ------------------ | ------------------ | ------------------ | ------------------ | ------------------ |
| Jungen             |                    |                    |                    |                    |                    |                    |
| Slopestyle         |                    |                    |                    |                    |                    |                    |
| Big Air            |                    |                    |                    |                    |                    |                    |
| Mädchen            |                    |                    |                    |                    |                    |                    |
| Slopestyle         |                    |                    |                    |                    |                    |                    |
| Big Air            |                    |                    |                    |                    |                    |                    |
| Entscheidungen     | 0                  | 2                  | 0                  | 0                  | 0                  | 2                  |

|  | Qualifikation |  | Finale |

## Bilanz

### Medaillenspiegel
| Platz  | Land           | Gold | Silber | Bronze | Gesamt |
| ------ | -------------- | ---- | ------ | ------ | ------ |
| 1      | Spanien        | 2    | –      | –      | 2      |
| 2      | Frankreich     | 1    | 2      | 1      | 4      |
| 3      | Großbritannien | 1    | –      | –      | 1      |
| 4      | Deutschland    | –    | 1      | 3      | 4      |
| 5      | Estland        | –    | 1      | –      | 1      |
| Gesamt | Gesamt         | 4    | 4      | 4      | 12     |

### Medaillengewinner
| Disziplin  | Gold                | Silber              | Bronze              |
| ---------- | ------------------- | ------------------- | ------------------- |
| Jungen     |                     |                     |                     |
| Slopestyle | Unai López          | Luka Kamissek       | Lenny Collomb Paton |
| Big Air    | Unai López          | Ugo Pirolli         | Damian Millinger    |
| Mädchen    |                     |                     |                     |
| Slopestyle | Aono Pordie Okaniwa | Laura Anga          | Janina Walz         |
| Big Air    | Emily Rothney       | Aono Pordie Okaniwa | Janina Walz         |